# Bauern-Polka
Bauern-Polka, op. 276, är en polka-française av Johann Strauss den yngre. Den framfördes första gången den 29 augusti 1863 i Pavlovsk i Ryssland.

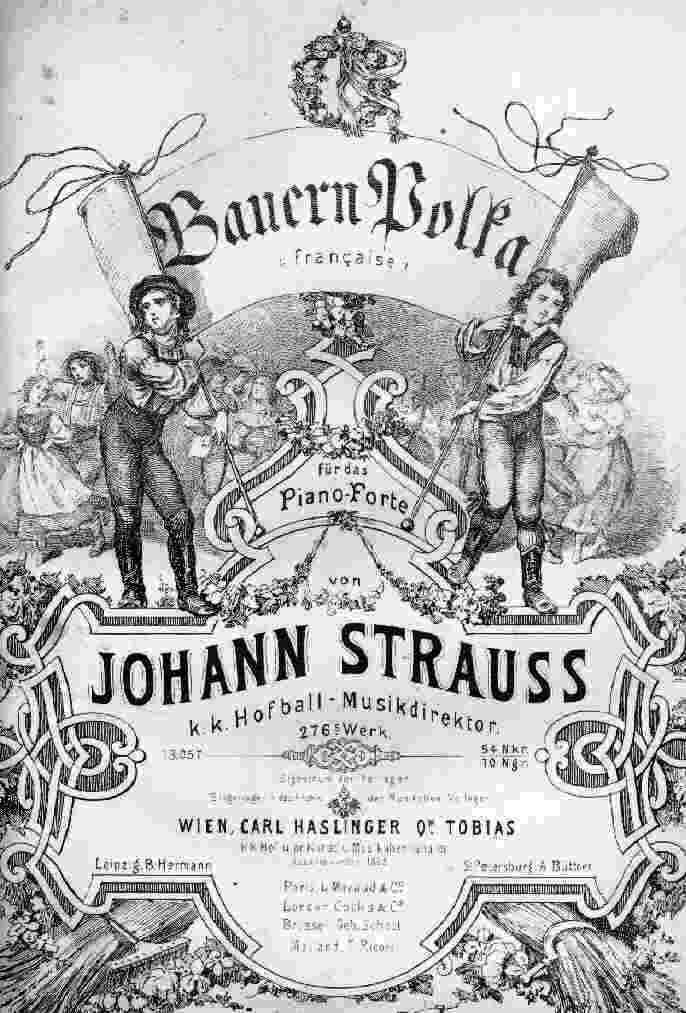
Klaverutdrag till Bauern-Polka.

## Historia
Sommaren 1863 befann sig Johann Strauss och hans fru Jetty i Pavlovsk utanför Sankt Petersburg. Liksom tidigare år var Strauss engagerad att under fem månader framföra sina danskompositioner för publiken i Ryssland. Detta år återhämtade sig Strauss från överansträngning och var förbjuden av sina läkare att komponera några valser. Men han hade tillräcklig fritid för mindre verk. Mot slutet av sommarsäsongen hade Strauss skrivit en polka han kallade Bauern-Polka. Han kunde dock inte ana vilken uppståndelse verket skulle åstadkomma från första framförandet den 29 augusti 1863 vid en välgörenhetskonsert i Pavlovsk. Två dagar senare skrev han till sin förläggare Carl Haslinger i Wien: "Publiken stampar inte bara med fötterna, de sjunger med också. Jag spelade den idag för tredje gången och publiken sjunger den redan lika bra som musikerna; denna bondemusik är så slagfärdig, så underbar i karaktär och poesi att såväl hög som låg i publiken står framför orkestern för att åtnjuta detta speciella verk med vördnad". Till och med tsar Alexander II begärde att få höra verket. Men Strauss tvivlade på att verket skulle slå hemma i Wien, och han fick rätt.

## Om polkan
Speltiden är ca 3 minuter och 9 sekunder plus minus några sekunder beroende på dirigentens musikaliska tolkning.